# Црква Успења Пресвете Богородице у Тешици
Црква Успења Пресвете Богородице у Тешици, насељеном месту на територији општине Алексинац, припада Епархији нишкој Српске православне цркве.
Црква посвећена Успењу Пресвете Богородице подигнута је у време јереја Стојана Поповића 1839. године. Освећена је на Велики четвртак исте године од стране игумана манастира светог Романа у Ђунису архимандрита Саве Петровића. У време Другог светског рата, фреске у храму су знатно оштећене, а 1948. године Јужна Морава је поплавила цркву у висини од једног метра. Године 1973. у храм је уведена струја, а 1975. године на храму је промењен кров. У периоду од 1997. до 2000. године црква је реновирана. Антиминс је освећен 1973. године и потписан руком Епископа жичког Василија Костића, администратора нишке епархије.
Поред цркве налази се парохијски дом подигнут у периоду од 2007. до 2010. године, трудом свештеника Горана Поповића.